# Џорџ Сигал
Џорџ Сигал Млађи (енгл. George Segal Jr; Њујорк, 13. фебруар 1934 — Санта Роса, 23. март 2021) био је амерички глумац и музичар. Сигал је постао популаран у 1960-им и 1970-им годинама играјући драмске и комедијске улоге. Неке од његових најзанимљивијих улога су у филмовима попут Брод будала (1965), Краљ пацова (1965), Ко се боји Виргиније Вулф? (1966), Масакр Св. Валентина (1967), Где је Попа? (1970), Барбра Страјсенд, Врући Рок (1972), Блум у љубави (1973), Додир класе (1973), Калифорнија Сплит (1974), За дечаке (1991) и Флертовање са катастрофом (1996).

## Младост
Џорџ Сигал је рођен у Њујорку 
Био је најмлађи од четворо деце; најстарији брат му се звао Џон и био је иноватор у култивацији нових врста хмеља,, средњег брата Фреда, сценаристе  и шестогодишње сестре Грете која је умрла од плућа прије него што је Сигал рођен.
Сигал је био Јевреј, али је одрастао као атеиста. Био је један од првих америчких филмских глумаца који су постали водећи људи са непромењеним јеврејским презименом - такви су били и Дастин Хофман и Барбра Страјсенд.

## Каријера

### Филм
Првобитно глумац и музичар, Сигал се појавио у неколико мањих филмова почетком 1960-их, у познатом филму Најдужи дан (1962) из Другог светског рата. Потписао је уговор о Коламбија пикчерс 1961. године, снимајући свој филмски деби у Млади доктори и појављујући се у телевизијској серији Голи град. Био је номинован за награду Оскара за најбољег глумца за улогу у филму Ко се боји Виргиније Вулф? и освојио је две награде Златни глобус, укључујући награду Златни глобус за најбољег глумца у музичком филму.

### Телевизија
Сигал је глумио као Биф Ломан у значајној телевизијској адаптацији Смрт трговца 1966. године, а такође је глумио као Џорџ у адаптацији 1968. године у О мишевима и људима. Током седамдесетих и осамдесетих година, Сигал се често појављује у емисији Џејнија Карсона; девет пута као гост и једном као домаћин. Године 1976. Сигал је био домаћин доделе Оскара.
Почевши од осамдесетих, Сигал је почео да се појављује у бројним телевизијским филмовима и глуми у неколико серија, а такође и гостујући глумац у емисијама.
Међутим, од 1997. до 2003. године, Сигал је имао најистакнутију улогу када је глумио у Ен-Би-Си
ситуационој комедији Слободни стрелци као Џек Гало, власник и издавач модног часописа у Њујорку. Био је номинован за награду Златни глобус за најбољег глумца — телевизијска серија музичких и комедија 1999. и 2000. године.
Сигал се појављивао на Еј-Би-Си у Голденберговима (2013—данас), играјући ексцентричног али љубазног деду, Серија има пет сезона.

### Позориште
После колеџа, Сигал је добио посао као продуцент у бродвејској продукцији, где је играо у разним бродвејским представама.

## Лични живот
Сигал се женио три пута. Оженио се филмским уредницом Марионом Сигал Фридом 1956. године и заједно су били 26 година до развода 1983. Имају две ћерке. После се оженио са његовом бившем ученицом Соњом Гринбаум 1996.